# Боб Хоуп
Лесли Таунс Хоуп (енгл. Leslie Townes Hope; 29. мај 1903 — 27. јул 2003), познатији као Боб Хоуп (енгл. Bob Hope), био је британско-амерички стендап комичар, глумац и певач. Наступао је и у водвиљима. Имао је једну од најдужих каријера у историји америчке индустрије забаве. Био је водитељ доделе Оскара 19 пута, више него било који други глумац. Пре глумачке каријере бавио се боксом.